# Ioan Igna
Ioan Igna (Timișoara, 4 juni 1940) is een voormalig Roemeens scheidsrechter. Hij was onder meer actief op de Olympische Spelen van 1984 in Los Angeles.

## Carrière
Igna werd in 1976 scheidsrechter op internationaal niveau. Hij is in Nederland vooral bekend doordat hij de halve finale floot tussen West-Duitsland en Nederland op het EK 1988. In deze wedstrijd kregen zowel de West-Duitsers als Oranje een dubieuze strafschop. Beide strafschoppen zouden later door voetbalanalytici als onterecht worden beoordeeld. Igna gaf later toe dat hij geblesseerd aan de wedstrijd begon en daardoor de strafschoppen niet goed kon overzien. Twee jaar eerder had hij zich in de WK-kwartfinale tussen Brazilië en Frankrijk ook al laten opmerken door in de tweede helft van de verlengingen geen strafschop te fluiten voor de fout van de Braziliaanse doelman Carlos op de Franse aanvaller Bruno Bellone.
In 2009 ging Igna aan de slag bij het Roemeense scheidsrechterscomité.

## Wedstrijden
Hieronder staan enkele van de belangrijkste wedstrijden die Igna tijdens zijn carrière floot.
WK onder 20 (1981)
- Engeland-Australië (1-1)

Olympische Zomerspelen (1984)
- Saoedi-Arabië-West-Duitsland (0-6)

WK 1986
- West-Duitsland-Schotland (2-1)
- Brazilië-Frankrijk (1-1, 3-4 ns)

Terugwedstrijd finale UEFA Cup (1987)
- Dundee United-IFK Göteborg (1-1)

EK 1988
- West-Duitsland-Nederland (1-2)